# AOK Stadion
Het AOK Stadion is een voetbalstadion in het Duitse Wolfsburg. Het biedt onderdak aan de vrouwen, het tweede team en de jeugd van VfL Wolfsburg. Het ligt in het Allerpark, nabij de Volkswagen-Arena waar VfL Wolfsburg zijn thuiswedstrijden speelt. Het AOK Stadion werd in 2015 geopend en vervangt het VfL-Stadion am Elsterweg. Het complex is een samenwerking van de voetbalclub met het ziekenfonds Allgemeine Ortskrankenkasse (AOK) en er zijn ook verschillende medische voorzieningen gevestigd.
Tijdens het Europees kampioenschap voetbal 2024 was het AOK Stadion de trainingslocatie van het Nederlands voetbalelftal. Op 26 juni 2024 speelde Nederland, met vooral reservespelers, in het AOK Stadion een officieuze wedstrijd tegen de Duitse club TSV Havelse, uitkomend in de Regionalliga Nord, en won in tweemaal 35 minuten met 6-1.